# Forsikringsoplysningen
Forsikringsoplysningen er en dansk informationstjeneste om forsikringsforhold, som er drevet af brancheorganisationen Forsikring & Pension. Tjenesten henvender sig både til forbrugere, foreninger, medier m.m.
Informationen foregår dels via hjemmeside og publikationer, dels via henvendelser på mail, telefon og sociale medier.